# Зиаде, Игнатий
Игнатий Зиаде (26 января 1906 года, Ливан — 31 марта 1994 года, Бейрут, Ливан) — католический прелат, архиепископ Алеппо Маронитской католической церкви с 27 апреля 1946 года по 26 января 1952 год и архиепископ Бейрута с 26 января 1952 года по 4 апреля 1986 год

## Биография
26 мая 1929 года был рукоположён в священника.
27 апреля 1946 года Римский папа Пий XII назначил его архиепископом Алеппо. 24 ноября 1946 года состоялось рукоположение Игнатия Зиаде в епископа, которое совершил маронитский патриарх Антун Бутрос Арида в сослужении с архиепископом Кипра Франсуа Ауйбом и епископом Каира Петром Дибом.
26 января 1952 года был назначен архиепископом Бейрута.
Участвовал в работе I, II, III и IV сессиях Второго Ватиканского собора.
31 марта 1994 года подал в отставку.